# Лучич-Барони, Мирьяна
Мирьяна Лучич-Барони (хорв. Mirjana Lučić-Baroni; род. 9 марта 1982 года в Дортмунде, ФРГ) — хорватская профессиональная теннисистка; победительница одного турнира Большого шлема в парном разряде (Открытый чемпионат Австралии-1998); финалистка одного турнира Большого шлема в миксте (Уимблдон 1998); полуфиналистка двух турниров Большого шлема в одиночном разряде с разницей в 18 лет (Уимблдон 1999 и Открытый чемпионат Австралии-2017); победительница шести турниров WTA (три — в одиночном разряде).
На юниорском уровне — победительница двух юниорских турниров Большого шлема в одиночном разряде (Открытый чемпионат США-1996, Открытый чемпионат Австралии-1997); победительница одного юниорского турнира Большого шлема в парном разряде (Открытый чемпионат Австралии-1997); бывшая вторая ракетка мира в юниорском одиночном рейтинге; победительница турнира Les Petits As (1995).

## Общая информация
Мирьяна — одна из пяти детей Маринко и Ангелки Лучичей; её сестёр зовут Ана (числится агентом Мирьяны) и Ивана (президент издательской компании), а братья — Миро и Иван (оба — теннисные тренеры). В декабре 2011 года Мирьяна вышла замуж за бизнесмена Даниэле Барони.
Хорватка начала играть в теннис в четыре года, последовав за старшей сестрой. На корте Лучич предпочитает агрессивные атакующие действия, исходящие от задней линии.

## Спортивная карьера

### Начало карьеры
Юниорские годы
Уже в младшие юниорские годы хорватка числилась одной из самых перспективных теннисисток мира, в 12 лет выиграв престижный Les Petits As, а вскоре стремительно взлетев по табели о рангах и в соревнованиях старших юниоров, где менее чем за два года она прошла путь до борьбы за лидирующие позиции в местном рейтинге. К концу 1995 года к Мирьяне стали приходить первые крупные успехи на этом уровне — она добралась до финала парного соревнования турнира высшей категории в Японии, а позже выиграла одиночный турнир приза категории G1 в мексиканском городе Тлальнепантла-де-Бас. Через год результаты продолжили свой рост: в январе хорватка добралась до полуфинала одиночного турнира Открытого чемпионата Австралии и там же вышла в финал соревнования пар (вместе с Ольгой Барабанщиковой); весенний грунтовый сезон принёс полуфинал на GA в Милане и четвертьфинал на Открытом чемпионате Франции. Во время летне-осенней хардовой серии Лучич добралась до двух одиночных финалов соревнований высшей категории: сначала выиграв Открытый чемпионат США у Марлен Вайнгартнер, а затем уступив титул в Осаке Амели Моресмо. В начале 1997 года Мирьяна в последний раз появилась в юниорском туре, став абсолютной чемпионкой Открытого чемпионата Австралии: одиночный приз был вновь взят у Вайнгартнер, а в паре Лучич ассистировала Ясмин Вёр.
1996—2003 (первый период выступлений в протуре)

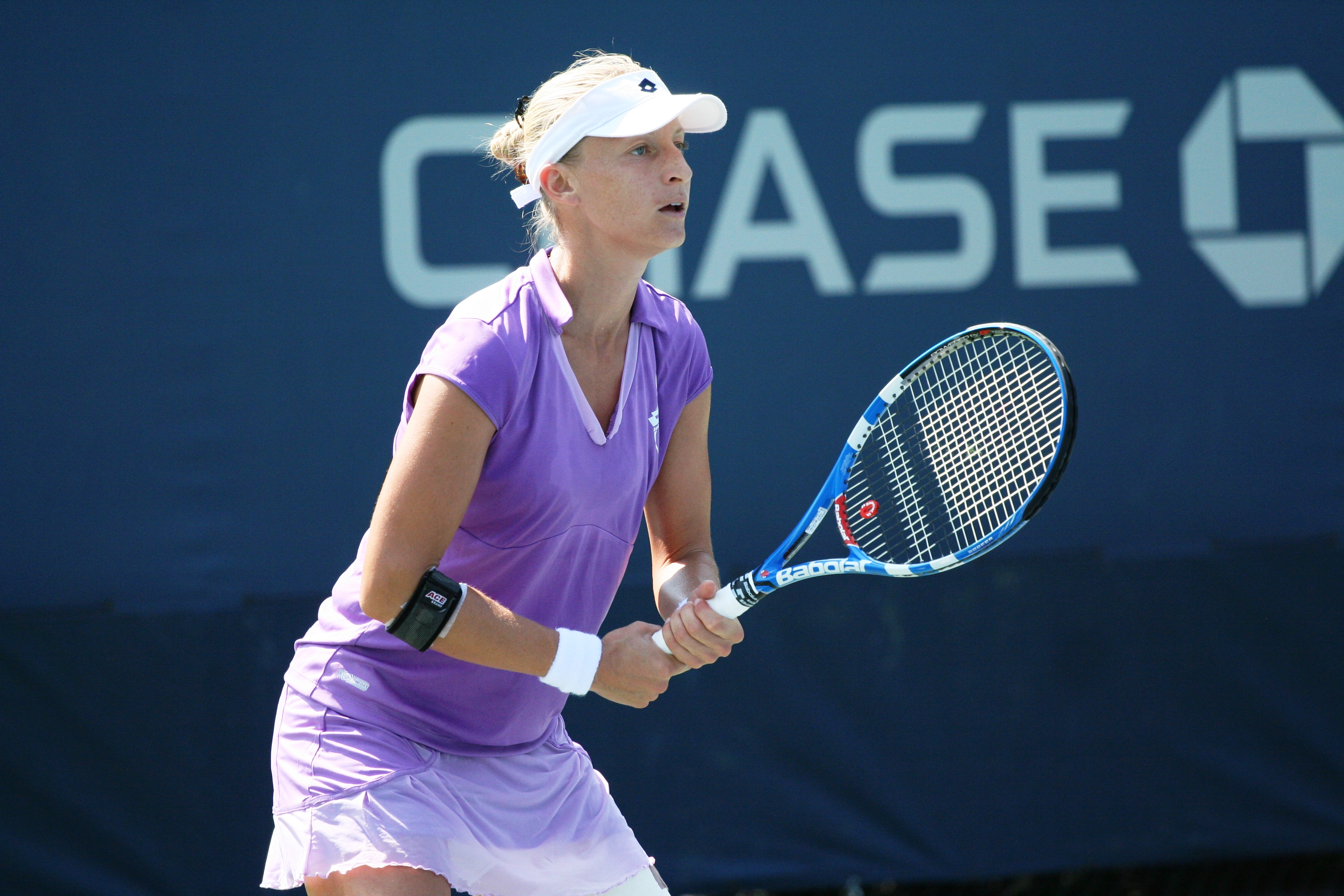
Лучич на Открытом чемпионате США 2010 года

Впервые в регулярных соревнованиях среди взрослых Мирьяна отметилась в апреле 1996 года, когда руководство тогдашней сборной страны доверило ей место второй ракетки национальной команды в матчах региональной зоны Кубка Федерации. Опыт оказался удачным, и тандем 14-летней Лучич и 19-летней Ивы Майоли вывел команду в более престижную часть турнира. В декабре хорватка впервые попробовала себя и в личных турнирах на этом уровне: на 25-тысячнике в Зальцбурге она и американка Чанда Рубин выиграли парный титул, а затем разыграли между собой одиночный финал. Резвое начало имело удачное продолжение и в 1997 году: в феврале Мирьяна удачно отыграла 50-тысячник в США, где выиграла четыре матча и уступила лишь будущей чемпионке, а в апреле пришёл первый успех и на уровне WTA: организаторы турнира в Боле предоставили Лучич место в квалификации своего приза и она не только сходу прошла её, но и выиграла затем общий титул, проиграв за семь матчей соревнования лишь сет. Через три недели хорватка подтвердила неслучайность этого успеха, повторив рейд из квалификации к финалу основы в Страсбурге, где юное дарование остановила лишь Штеффи Граф. До конца августа, когда хорватка дебютировала в основе турниров Большого шлема (на Открытом чемпионате США), Лучич отметилась ещё двумя результативными турнирами: финалом 50-тысячника в Марселе и титулом 75-тысячника в Макарске. На самих же нью-йоркских кортах Мирьяна пробилась в третий раунд, уступив Яне Новотной.
В 1998 году Мирьяна закрепилась в середине первой сотни одиночного рейтинга, защитив титул в Боле, а также дойдя до полуфинала на крупном турнире в Риме. В этом же сезоне пришли первые, не менее качественные, успехи в паре: во время стартового хардового отрезка года, вместе с Мартиной Хингис, она выиграла Открытый чемпионат Австралии и крупный турнир в Токио, а также дошла до полуфинала в Индиан-Уэллсе. В июле пришёл первый успех в миксте: вместе с Махешем Бхупати хорватка добралась до финала Уимблдона, где их остановили лишь Максим Мирный и Серена Уильямс. Через год игровая карьера постепенно стала отходить на второй план из-за проблем в семье и последующего разрыва с менеджерской командой, вынудивших Лучич перебраться в США. В июне к Мирьяне пришёл главный её успех в одиночной карьере: переиграв в третьем раунде Уимблдона Монику Селеш хорватка, затем, впервые в карьере пробилась в полуфинал на турнирах Большого шлема.
После британского успеха Лучич угодила в затяжной игровой кризис, усугублявшийся разрывом со многими спонсорами из-за разногласий с отцом. В итоге уже на Открытом чемпионате США 2000 года Мирьяна вынуждена была играть квалификацию на турнирах Большого шлема, а в дальнейшем, не имея возможности посещать много турниров по ходу года, не без труда держалась в топ-200 одиночного рейтинга. В 2003 году к этим проблемам добавились травмы — проблемы с коленями и правым плечом, которые привели к нескольким операциям и лишь трём сыгранным Мирьяной матчам в протуре между сентябрём 2003 года и февралём 2007 года.

### 2007—2018 (второй период выступлений в протуре)

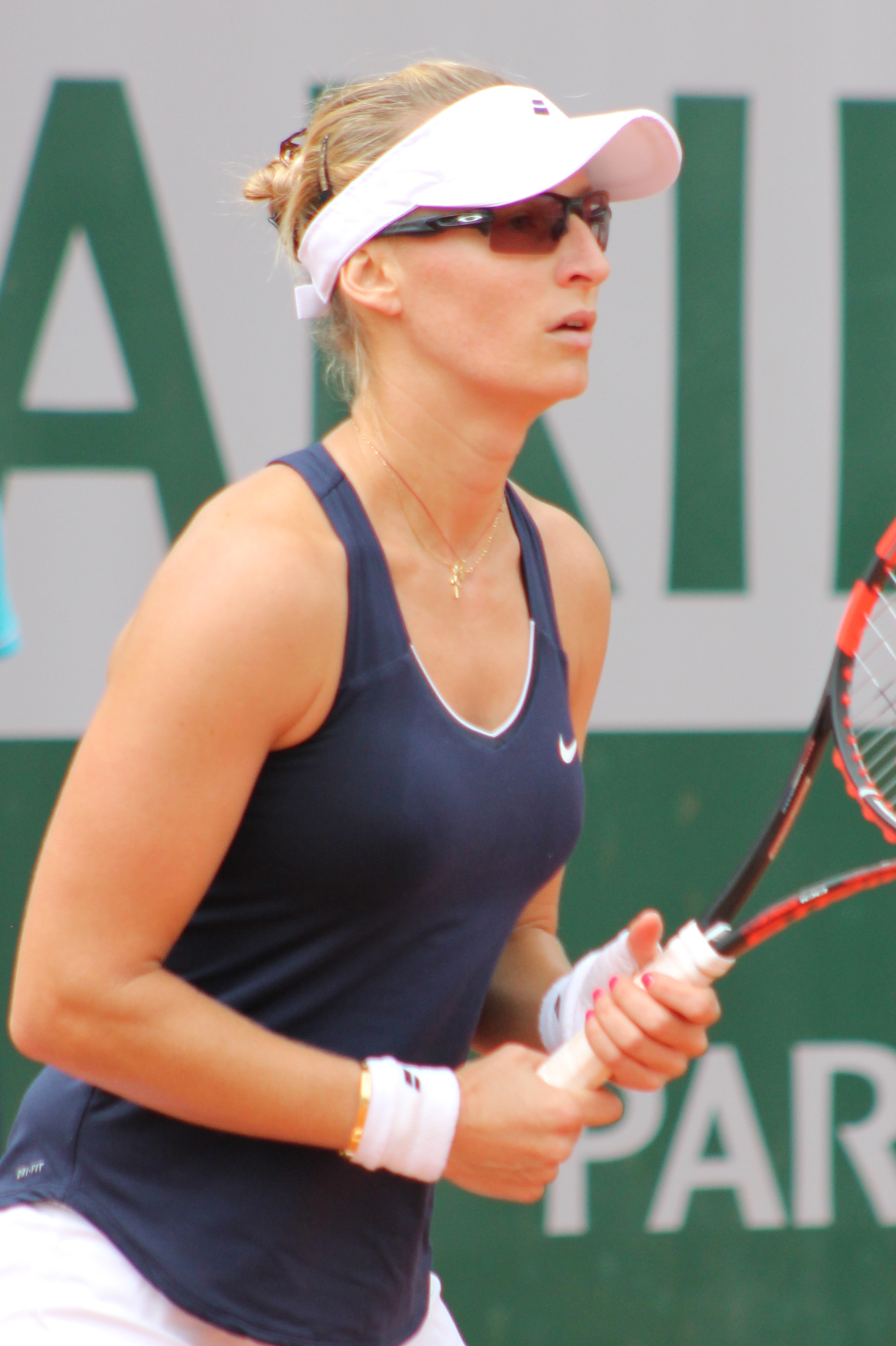
Лучич на Ролан Гаррос 2016 года

В 2006 году проблемы постепенно стали отступать: были залечены травмы, а знакомство с будущим супругом Даниэле Барони позволило хорватке найти мотивацию и спонсорскую поддержку для возвращения в протур. Возвращение не было простым — лишь к концу 2009 года Мирьяна стала заметной силой хотя бы на небольших турнирах, а в апреле следующего года к ней пришёл первый за 12 лет титул. К Уимблдону-2010 хорватка скопила достаточный рейтинг, чтобы впервые за 27 турниров Большого шлема принять участие хотя бы в квалификации подобного соревнования и сходу реализовала этот шанс в выход в основную сетку. Возвращение в первую сотню и закрепление на этом уровне заняло ещё некоторое время, хотя сравнительно быстро, вернувшись на турниры ассоциации, Лучич оказалась способна на равных играть со многими игроками из топ-50; лишь к апрелю 2011 года хорватка наконец смогла победить хоть кого-то из них. Взятие нового рубежа благотворно сказалось на выступлениях Мирьяны, и на Ролан Гаррос того года она начала рекордную для себя серию из участий в основных сетках соревнований Большого шлема подряд. Ещё год ушёл на работу над следующим рубежом: на Уимблдоне-2012 Мирьяна вновь смогла обыграть игрока топ-10 — Марион Бартоли — и впервые с 2001 года пробиться в третий круг на турнире Большого шлема.
В 2013 году хорватка напомнила и о своих былых парных успехах: объединившись в команду с бывшей соотечественницей Еленой Янкович, Лучич смогла вновь подняться в топ-40 классификации, во многом благодаря втором в карьере выходу в четвертьфинал на турнирах Большого шлема — на Уимблдоне, где югославская пара переиграла альянс Екатерина Макарова / Елена Веснина, посеянный тогда под четвёртым номером. Через год пришло время улучшать свои одиночные результаты: не слишком стабильная по ходу всего года хорватка провела сильный отрезок сезона на рубеже лета и осени — сначала из квалификации выйдя в четвёртый раунд Открытого чемпионата США (попутно справившись с Симоной Халеп), а затем став абсолютной чемпионкой небольшого турнира ассоциации в Квебеке, где в финале одиночного разряда она справилась с Винус Уильямс. В 2015 году, обретя большую стабильность результатов, Лучич смогла закрепиться на позициях в начале второй полусотни рейтинга, попутно записав на свой счёт ещё пару побед над игроками топ-10.
В мае 2016 года Лучич, начав с квалификации, смогла выйти в финал турнира в Страсбурге. Примечательно, что она второй вышла в решающий матч местного турнира с разницей в 19 лет (до этого в 1997 году). В январе 2017 года на Открытом чемпионате Австралии Лучич удалось впервые с 1999 года попасть в полуфинал Большого шлема. Пройдя в первом раунде китаянку Ван Цян, она затем обыграла третью ракетку мира Агнешку Радваньскую. В следующих раундах были пройдены Мария Саккари и Дженнифер Брэди, а в четвертьфинале пятая ракетка Каролина Плишкова. В борьбе за выход в финал Лучич проиграла Серене Уильямс. Результат в Австралии позволил подняться на 50 позиций вверх в мировом рейтинге и подняться на 29-е место. В первой части сезона Лучич отметилась ещё хорошими результатами: полуфиналы в Акапулько и Чарлстоне, а также четвертьфинал на крупном турнире в Майами. 1 мая Мирьяна на неделю смогла подняться в топ-20, заняв наивысшую в карьере позицию рейтинга (20-ю). В 2018 году в возрасте 35 лет, она сыграла последний матч в профессиональной карьере на Открытом чемпионате Австралии (28-я сеянная, не смогла пройти дальше второго круга), хотя пока не объявила официально о завершении карьеры.

### Сборная и национальные турниры
Карьера Мирьяны в национальной сборной в рамках Кубка Федерации ограничивается тремя сезонами в 1996-98 годах, когда балканская команда поднялась из высшей группы зонального турнира к элитной части приза. Лучич провела в это время 17 игр, где лишь трижды её соперницы уходили с корта победительницами (две из неудач, включая единственный проигрыш в одиночном матче, пришлись на плей-офф Мировой группы 1997 года против сборной Германии).

## Итоговое место в рейтинге WTA по годам
| Год  | Одиночный рейтинг | Парный рейтинг |
| 2018 | 343               | 1 154          |
| 2017 | 32                | 81             |
| 2016 | 82                | 118            |
| 2015 | 67                | 457            |
| 2014 | 61                | 76             |
| 2013 | 104               | 37             |
| 2012 | 108               | 224            |
| 2011 | 116               | 248            |
| 2010 | 105               |                |
| 2009 | 288               |                |
| 2008 | 423               | 568            |
| 2007 | 454               |                |
| 2003 | 335               |                |
| 2002 | 202               |                |
| 2001 | 191               | 431            |
| 2000 | 207               | 255            |
| 1999 | 50                | 198            |
| 1998 | 51                | 20             |
| 1997 | 52                |                |

## Выступления на турнирах

### Финалы турнировWTAв одиночном разряде (5)

#### Победы (3)
| Легенда: До 2009 года         | Легенда: С 2009 года  |
| ----------------------------- | --------------------- |
| Турниры Большого шлема (0+1*) |                       |
| Олимпиада (0)                 |                       |
| Итоговый турнир WTA (0)       |                       |
| 1-я категория (0+1)           | Premier Mandatory (0) |
| 2-я категория (0)             | Premier 5 (0)         |
| 3-я категория (0)             | Premier (0)           |
| 4-я категория (2)             | International (1+1)   |
| 5-я категория (0)             | International (1+1)   |

| Титулы по покрытиям | Титулы по месту проведения матчей турнира |
| ------------------- | ----------------------------------------- |
| Хард (0+1*)         | Зал (1+2)                                 |
| Грунт (2)           | Зал (1+2)                                 |
| Трава (0)           | Открытый воздух (2+1)                     |
| Ковёр (1+2)         | Открытый воздух (2+1)                     |

* количество побед в одиночном разряде + количество побед в парном разряде.
| №  | Дата             | Турнир            | Покрытие | Соперница в финале | Счёт        |
| 1. | 4 мая 1997       | Бол, Хорватия     | Грунт    | Корина Морариу     | 7-5 6-7 7-6 |
| 2. | 3 мая 1998       | Бол, Хорватия (2) | Грунт    | Корина Морариу     | 6-2 6-4     |
| 3. | 14 сентября 2014 | Квебек, Канада    | Ковёр(i) | Винус Уильямс      | 6-4 6-3     |

#### Поражения (2)
| №  | Дата        | Турнир                 | Покрытие | Соперница в финале | Счёт    |
| 1. | 24 мая 1997 | Страсбург, Франция     | Грунт    | Штеффи Граф        | 2-6 5-7 |
| 2. | 21 мая 2016 | Страсбург, Франция (2) | Грунт    | Каролин Гарсия     | 4-6 1-6 |

### Финалы турнировITFв одиночном разряде (7)

#### Победы (4)
| Легенда:           |
| ------------------ |
| 100.000 USD (0+1*) |
| 75.000 USD (2)     |
| 50.000 USD (1+1)   |
| 25.000 USD (1+1)   |
| 10.000 USD (0)     |

| Титулы по покрытиям | Титулы по месту проведения матчей турнира |
| ------------------- | ----------------------------------------- |
| Хард (2+2*)         | Зал (1+2)                                 |
| Грунт (2)           | Зал (1+2)                                 |
| Трава (0)           | Открытый воздух (3+1)                     |
| Ковёр (0+1)         | Открытый воздух (3+1)                     |

* количество побед в одиночном разряде + количество побед в парном разряде.
| №  | Дата             | Турнир              | Покрытие | Соперница в финале | Счёт    |
| 1. | 3 августа 1997   | Макарска, Хорватия  | Грунт    | Сандра Допфер      | 6-1 6-4 |
| 2. | 11 апреля 2010   | Джексон, США        | Грунт    | Джейми Хэмптон     | 7-5 6-3 |
| 3. | 26 сентября 2010 | Альбукерке, США     | Хард     | Линдсей Ли-Уотерс  | 6-1 6-4 |
| 4. | 13 октября 2013  | Жуэ-ле-Тур, Франция | Хард(i)  | Ан-Софи Местах     | 6-4 6-2 |

#### Поражения (3)
| №  | Дата            | Турнир              | Покрытие | Соперница в финале | Счёт        |
| 1. | 15 декабря 1996 | Зальцбург, Австрия  | Ковёр(i) | Чанда Рубин        | 1-6 2-6     |
| 2. | 22 июня 1997    | Марсель, Франция    | Грунт    | Амели Кошете       | 6-4 5-7 4-6 |
| 3. | 1 ноября 2009   | Баямон, Пуэрто-Рико | Хард     | Росана де лос Риос | 3-6 4-6     |

### Финалы турниров Большого шлема в парном разряде (1)

#### Победы (1)
| №  | Год  | Турнир                       | Покрытие | Партнёрша      | Соперницы в финале                | Счёт        |
| 1. | 1998 | Открытый чемпионат Австралии | Хард     | Мартина Хингис | Линдсей Дэвенпорт Наталья Зверева | 6-4 2-6 6-3 |

### Финалы турнировWTAв парном разряде (4)

#### Победы (3)
| №  | Дата             | Турнир                       | Покрытие | Партнёрша       | Соперницы в финале                | Счёт        |
| 1. | 1 февраля 1998   | Открытый чемпионат Австралии | Хард     | Мартина Хингис  | Линдсей Дэвенпорт Наталья Зверева | 6-4 2-6 6-3 |
| 2. | 8 февраля 1998   | Токио, Япония                | Ковёр(i) | Мартина Хингис  | Линдсей Дэвенпорт Наталья Зверева | 7-5 6-4     |
| 3. | 14 сентября 2014 | Квебек, Канада               | Ковёр(i) | Луция Градецкая | Юлия Гёргес Андреа Главачкова     | 6-3 7-6(8)  |

#### Поражения (1)
| №  | Дата       | Турнир        | Покрытие | Партнёрша        | Соперницы в финале           | Счёт     |
| 1. | 3 мая 1998 | Бол, Хорватия | Грунт    | Йоаннетта Крюгер | Лаура Монтальво Паола Суарес | Без игры |

### Финалы турнировITFв парном разряде (3)

#### Победы (3)
| №  | Дата            | Турнир             | Покрытие | Партнёрша    | Соперницы в финале                  | Счёт           |
| 1. | 15 декабря 1996 | Зальцбург, Австрия | Ковёр(i) | Чанда Рубин  | Адриана Барна Анка Барна            | 6-3 6-2        |
| 2. | 4 ноября 2012   | Нью-Браунфелс, США | Хард     | Елена Бовина | Мариана Дуке-Мариньо Адриана Перес  | 6-3 4-6 [10-8] |
| 3. | 10 февраля 2013 | Мидленд, США       | Хард(i)  | Мелинда Цинк | Мария-Фернанда Алвес Саманта Маррей | 5-7 6-4 [10-7] |

### Финалы турниров Большого шлема в смешанном парном разряде (1)

#### Поражения (1)
| №  | Год  | Турнир   | Покрытие | Партнёр       | Соперники в финале           | Счёт    |
| 1. | 1998 | Уимблдон | Трава    | Махеш Бхупати | Максим Мирный Серена Уильямс | 4-6 4-6 |

## История выступлений на турнирах
| Турнир                       | 1997  | 1998  | 1999  | 2000  | 2001  | 2002  | 2003  | 2010  | 2011  | 2012  | 2013  | 2014  | 2015  | 2016  | 2017  | 2018  | Итог   | В/П за карьеру |
| ---------------------------- | ----- | ----- | ----- | ----- | ----- | ----- | ----- | ----- | ----- | ----- | ----- | ----- | ----- | ----- | ----- | ----- | ------ | -------------- |
| Турниры Большого шлема       |       |       |       |       |       |       |       |       |       |       |       |       |       |       |       |       |        |                |
| Открытый чемпионат Австралии | -     | 2Р    | 1Р    | 1Р    | -     | -     | -     | -     | 1Р    | К     | 1Р    | 1Р    | 1Р    | 1Р    | 1/2   | 2Р    | 0 / 10 | 7-10           |
| Открытый чемпионат Франции   | -     | -     | 1Р    | 1Р    | 3Р    | 2Р    | К     | -     | 1Р    | 1Р    | 1Р    | 1Р    | 3Р    | 2Р    | 1Р    | -     | 0 / 11 | 6-11           |
| Уимблдонский турнир          | -     | 2Р    | 1/2   | 2Р    | К     | -     | К     | 1Р    | 1Р    | 3Р    | 2Р    | 1Р    | 2Р    | 1Р    | 1Р    | -     | 0 / 11 | 11-11          |
| Открытый чемпионат США       | 3Р    | 3Р    | 2Р    | 1Р    | К     | 1Р    | К     | 2Р    | 2Р    | 1Р    | 1Р    | 4Р    | 1Р    | 2Р    | 2Р    | -     | 0 / 13 | 12-13          |
| Итог                         | 0 / 1 | 0 / 3 | 0 / 4 | 0 / 4 | 0 / 1 | 0 / 2 | 0 / 0 | 0 / 2 | 0 / 4 | 0 / 3 | 0 / 4 | 0 / 4 | 0 / 4 | 0 / 4 | 0 / 4 | 0 / 1 | 0 / 45 |                |
| В/П в сезоне                 | 2-1   | 4-3   | 6-4   | 1-4   | 2-1   | 1-2   | 0-0   | 1-2   | 1-4   | 2-3   | 1-4   | 3-4   | 3-4   | 2-4   | 6-4   | 1-1   |        | 36-45          |

К — проигрыш в квалификационном турнире.
| Турнир                       | 1998  | 1999  | 2000  | 2011  | 2012  | 2013  | 2014  | 2015  | 2016  | 2017  | 2018  | Итог   | В/П за карьеру |
| ---------------------------- | ----- | ----- | ----- | ----- | ----- | ----- | ----- | ----- | ----- | ----- | ----- | ------ | -------------- |
| Турниры Большого шлема       |       |       |       |       |       |       |       |       |       |       |       |        |                |
| Открытый чемпионат Австралии | П     | 1Р    | 2Р    | -     | -     | 3Р    | 2Р    | 1Р    | 3Р    | 1/4   | 1Р    | 1 / 9  | 14-8           |
| Открытый чемпионат Франции   | -     | -     | -     | 2Р    | -     | 3Р    | 1Р    | -     | 3Р    | 2Р    | -     | 0 / 5  | 6-5            |
| Уимблдонский турнир          | -     | -     | -     | -     | 2Р    | 1/4   | 2Р    | 1Р    | 1Р    | 2Р    | -     | 0 / 6  | 6-5            |
| Открытый чемпионат США       | 1Р    | 1Р    | -     | 1Р    | 1Р    | 3Р    | 1Р    | 1Р    | 2Р    | 1Р    | -     | 0 / 9  | 3-9            |
| Итог                         | 1 / 2 | 0 / 2 | 0 / 1 | 0 / 2 | 0 / 2 | 0 / 4 | 0 / 4 | 0 / 3 | 0 / 4 | 0 / 4 | 0 / 1 | 1 / 29 |                |
| В/П в сезоне                 | 6-1   | 0-2   | 1-1   | 1-2   | 1-2   | 8-4   | 2-3   | 0-3   | 5-4   | 5-4   | 0-1   |        | 29-27          |

| Турнир                       | 1998  | 1999  | 2000  | 2011  | Итог  | В/П за карьеру |
| ---------------------------- | ----- | ----- | ----- | ----- | ----- | -------------- |
| Турниры Большого шлема       |       |       |       |       |       |                |
| Открытый чемпионат Австралии | -     | 2P    | -     | 1P    | 0 / 2 | 1-2            |
| Уимблдонский турнир          | Ф     | -     | 3Р    | -     | 0 / 2 | 7-2            |
| Открытый чемпионат США       | 1/4   | -     | -     | -     | 0 / 1 | 2-1            |
| Итог                         | 0 / 2 | 0 / 1 | 0 / 1 | 0 / 1 | 0 / 5 |                |
| В/П в сезоне                 | 7-2   | 1-1   | 2-1   | 0-1   |       | 10-5           |